# Burleska (film)
Burleska (tytuł oryg. Burlesque; w Polsce prezentowany wstępnie przed premierą jako Show) – amerykański film muzyczny w reżyserii Steve’a Antina, którego premiera odbyła się 24 listopada 2010. W filmie wystąpiły światowe gwiazdy muzyki pop: Christina Aguilera oraz Cher. Twórcy byli nominowani do Złotego Globu za najlepszy film komediowy lub musical.

## Fabuła
Ali, obdarzona wspaniałym głosem dziewczyna z małego miasteczka, decyduje się na ucieczkę od codziennych trudów i podąża za swoimi marzeniami do Los Angeles. Po serii niepowodzeń, natyka się przypadkiem na The Burlesque Lounge, majestatyczny, ale podupadający teatr rewiowy. Zdeterminowana i nieugięta dziewczyna dostaje pracę kelnerki od Tess, właścicielki klubu i gwiazdy burleski. Wkrótce potem zaprzyjaźnia się z jedną z tancerek, znajduje wroga w zazdrosnej o jej talent gwiazdce, a także zdobywa uczucie przystojnego Jacka.

## Obsada
- Christina Aguilera – Alice Marilyn „Ali” Rose, główna bohaterka
- Cher – Tess, właścicielka klubu The Burlesque Lounge
- Peter Gallagher – Vince Scali, eks-współwłaściciel The Burlesque Lounge oraz były mąż Tess
- Cam Gigandet – Jack Miller, barman w The Burlesque Lounge
- Stanley Tucci – Sean, manager klubu
- Kristen Bell – Nikki, eks-główna gwiazda sceny i tancerka
- Eric Dane – Marcus Gerber, deweloper zainteresowany kupnem klubu
- Alan Cumming – Alexis, transgenderyczny kasjer klubu
- Jonathon Trent – Damon, członek kapeli
- David Walton – Mark, DJ na weselu Georgii i Damona oraz gej
- Terrence J – Dave, DJ w klubie Tess
- Chelsea Traille – Coco, tancerka
- Dianna Agron – Natalie, eks-narzeczona Jacka
- Julianne Hough – Georgia, tancerka
- Tyne Stecklein – Jessie, tancerka
- Tanee McCall – Scarlett, tancerka
- Blair Redford – James, członek kapeli
- Michael Landes – Greg
- James Brolin – Anderson, właściciel budowanego wieżowca z apartamentami

## Produkcja
W filmie Burleska wokalistka Christina Aguilera debiutuje jako aktorka, idąc w ślady takich piosenkarek popowych, jak Britney Spears (Longshot z 2000 [rola cameo], Crossroads – dogonić marzenia z 2002 [rola główna]) czy Mariah Carey (Kawaler, 1999; Glitter, 2001). W produkcję filmu zaangażowano także inną artystkę muzyczną, Cher, która rolą Tess powróciła po kilkuletniej nieobecności do branży aktorskiej. Jako rywalka bohaterki kreowanej przez Aguilerę obsadzona została Kristen Bell, która w castingu do roli tancerki Nikki pokonała Jessicę Biel i Lindsay Lohan. Ponadto Robert Pattinson, Kellan Lutz i Taylor Lautner rozważani byli jako kandydaci do roli Jacka Millera, obiektu miłosnego Ali Rose, którą ostatecznie przyznano Camowi Gigandetowi, zaś Patrick Dempsey, Sam Worthington, Casey Affleck i Jamie Foxx przegrali w castingu do roli Marcusa Gerbera (otrzymał ją Eric Dane). Scenariusz filmu napisał Steve Antin, późniejszy reżyser, wspólnie z Diablo Cody. Korektę skryptu przeprowadziła następnie Susannah Grant. Burleska jest zaledwie drugim filmem reżyserowanym przez Steve’a Antina. Do realizacji projektu twórca przygotowywał się przez kilka lat, pracując nad scenariuszem, wybierając utwory, które miały znaleźć się na ścieżce dźwiękowej, a także pisząc teksty do kolejnych kompozycji (między innymi „But I’m a Good Girl”). Film realizowano w Los Angeles, począwszy od 9 listopada 2009 do 24 lutego 2010 roku (według niektórych źródeł – 3 marca 2010). Okres produkcyjny obejmował osiem dni (21–29 listopada 2009). MPAA przyznało filmowi kategorię „PG-13” (parents strongly cautioned; uznano, że niektóre materiały zawarte w filmie mogą być nieodpowiednie dla osób poniżej trzynastego roku życia). Burleska powstała kosztem pięćdziesięciu pięciu milionów dolarów, przez co zyskała tytuł niemal najdroższego filmu dystrybuowanego przez przedsiębiorstwo Screen Gems, tańszego w kosztach jedynie od projektów z fantastycznonaukowej serii Resident Evil. Choreografię do obrazu stworzyli Denise Faye, Joey Pizzi oraz JaQuel Knight.

## Promocja

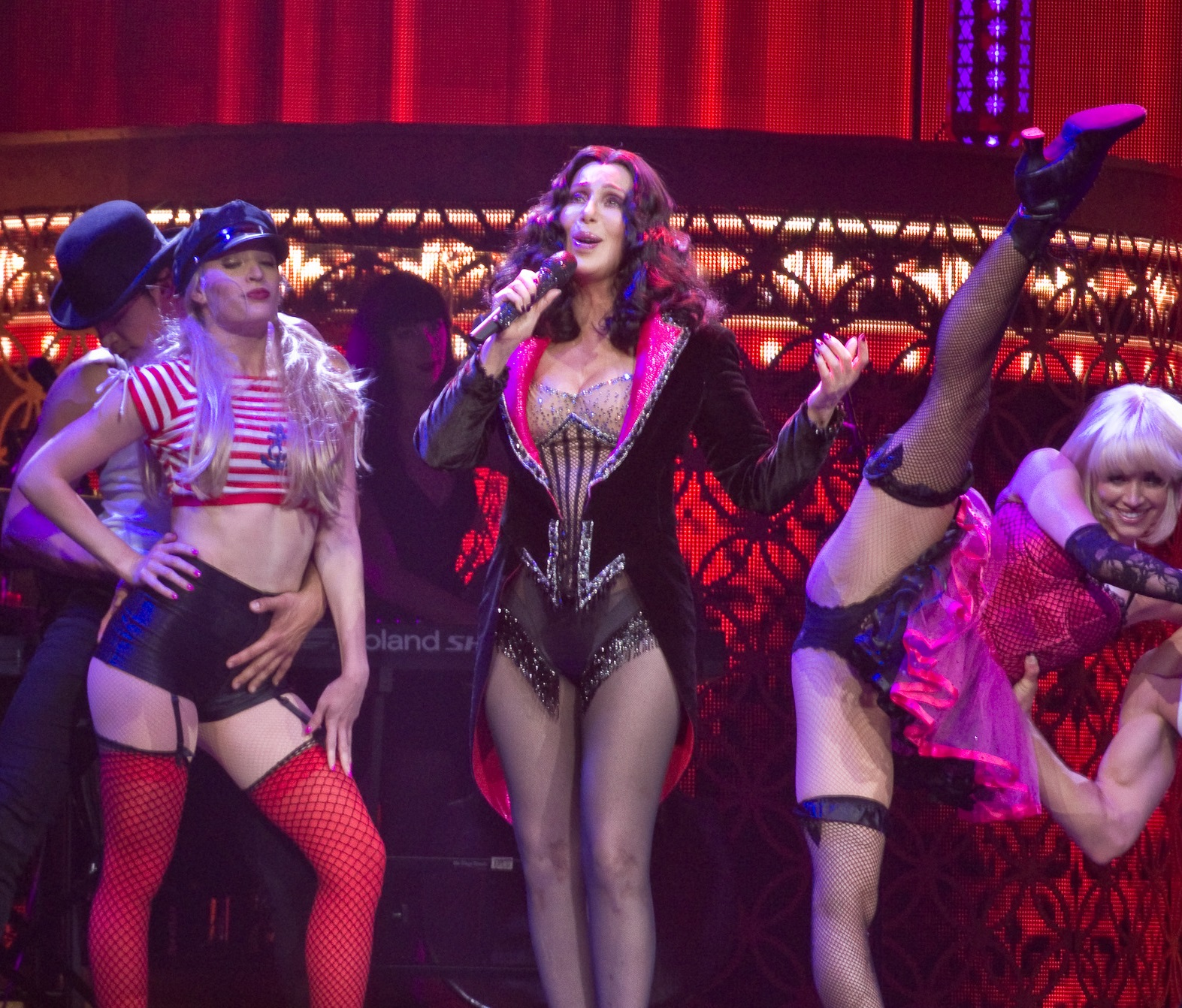
Cher wykonuje piosenkę „Welcome to Burlesque” podczas trasy koncertowej Dressed to Kill Tour (2014).

Trailery filmu zaprezentowane zostały inauguracyjnie na przełomie sierpnia i września 2010, dołączone w kinach do pokazów filmów Step Up 3-D (2010) i Łatwa dziewczyna (Easy A, 2010). W Stanach Zjednoczonych spot telewizyjny, zwiastujący premierę obrazu, po raz pierwszy wyemitowany został w trakcie emisji pierwszego odcinka drugiego sezonu hitowego serialu Glee, 21 września 2010 na łamach stacji Fox. Wcześniej publikowane były liczne teasery, a 11 sierpnia w Internecie udostępniono teledysk do szlagiera „Something’s Got a Hold on Me” z repertuaru Etty James, wykonywanego przez Aguilerę. Klip, wzbogacony o sceny z Burleski, wyreżyserował Steve Antin, kreator filmu. Poza coverem przeboju James, w sieci pojawiły się inne z utworów zawartych na ścieżce dźwiękowej do filmu: „But I Am a Good Girl” oraz „You Haven’t Seen the Last of Me”. Również w Polsce kina emitowały zwiastuny filmu przed projekcjami zakupionych filmów; polskie bloki reklamowe prezentowane były począwszy od 3 grudnia – na trzy miesiące przed premierą obrazu.
Medialna promocja filmu Burleska ruszyła latem 2010 roku, lecz swoje apogeum osiągnęła na jesieni. W tym czasie Aguilera i Cher, odtwórczynie głównych ról, promowały swój projekt podczas trwania różnych audycji telewizyjnych, ponadto pierwsza z artystek zaczęła podróżować po świecie, odwiedzając kraje, w których film miał być wydany. 11 listopada Cher promowała film i ścieżkę dźwiękową w talk-show Late Show with David Letterman. 18 listopada w programie The Jay Leno Show gościem Leno była Christina Aguilera; artystka udzieliła prowadzącemu wywiadu oraz odśpiewała balladę „Bound to You”. Nazajutrz z wokalistką przeprowadzony został kolejny telewizyjny wywiad, tym razem przez Ellen DeGeneres. U DeGeneres Aguilera zaprezentowała cover „Something’s Got a Hold on Me”.
21 listopada wystąpiła z utworem „Express” podczas 38. gali wręczenia nagród American Music Awards i jeszcze tej samej nocy zaśpiewała „Something’s Got a Hold on Me” oraz udzieliła wywiadu związanego z filmem i soundtrackiem w autorskim talk-show Conana O’Briena, Conan. Wkrótce potem, 23 listopada, Aguilera pojawiła się w trakcie finałowego odcinka jedenastej edycji programu rozrywkowego Dancing with the Stars, po raz pierwszy wykonując publicznie piosenkę „Show Me How You Burlesque”. W grudniu 2010 Aguilera zajmowała się medialną promocją swojego debiutanckiego filmu w Azji i Europie. 11 grudnia gościła w talent show The X-Factor brytyjskiej stacji telewizyjnej ITV. Po wspólnym wykonaniu swojego przeboju „Beautiful” z finalistką programu Rebeccą Ferguson, artystka odśpiewała piosenkę „Express”. Indywidualny występ wokalistki przypominał ten, który miał miejsce trzy tygodnie wcześniej podczas American Music Awards; sceneria, choreografia oraz kostiumy tancerzy odwzorowywały scenę z filmu Burleska, w której bohaterka kreowana przez Aguilerę wykonuje utwór. Wkrótce po widowisku Aguilera udzieliła wywiadu na prawach wyłączności dla BBC News. Promocję filmowego projektu obsada i twórcy kontynuowali począwszy od 15 grudnia we Francji, gdzie miejsce miała ekskluzywna konferencja prasowa oraz występy gwiazd filmu w lokalnych audycjach telewizyjnych. W ramach polskiej promocji obrazu, w lutym 2011 organizowane były specjalne, burleskowe imprezy tematyczne. Jedna z nich miała miejsce 4 lutego w klubie The Eve w Warszawie; pozostałe odbyły się w gejowskich klubach: warszawskim Candy Andy dnia 5 lutego oraz krakowskim Coconie 12 lutego.

## Wydanie

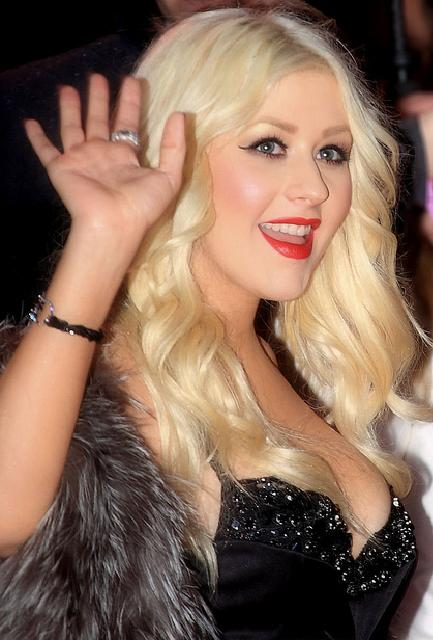
Christina Aguilera podczas premiery filmu w Londynie, styczeń 2011.

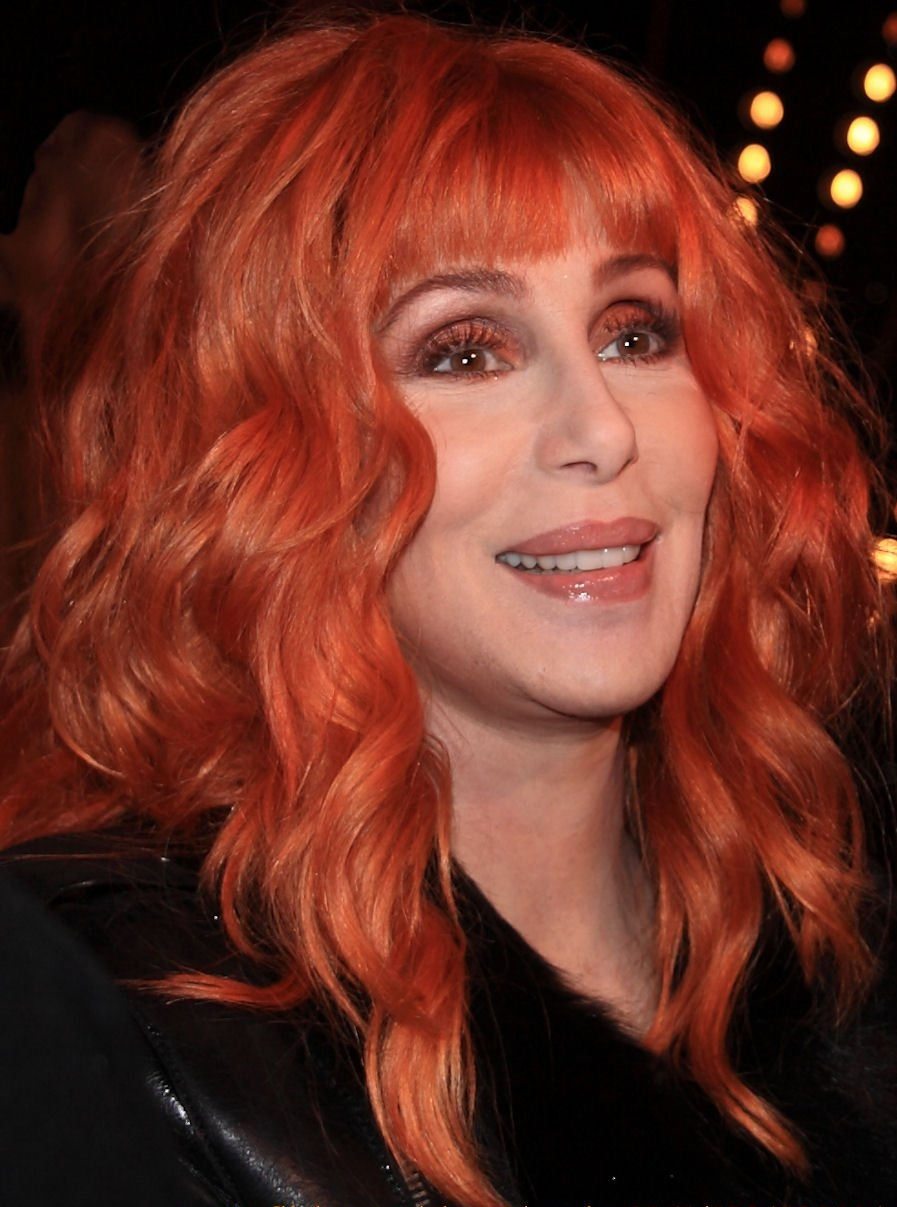
Cher podczas londyńskiej premiery filmu.

24 listopada 2010 był dniem światowej premiery kinowej filmu; wówczas film trafił do amerykańskich i kanadyjskich kin. Wcześniej, 15 listopada, w Los Angeles odbył się uroczysty pokaz filmu z udziałem gwiazd, w tym odtwórczyń ról głównych Cher i Aguilery. Tego samego dnia Aguilera uhonorowana została własną gwiazdą na Hollywood Walk of Fame. 3 grudnia Burleskę zaprezentowano w trakcie Festiwalu Filmowego w Turynie, a 7 grudnia w Japonii odbyła się uroczysta premiera obrazu z udziałem ekipy realizacyjnej dzieła. Kolejno 9 i 13 grudnia oficjalnie miały miejsce hiszpańska oraz brytyjska premiera filmu, w związku z czym tak w Madrycie, jak i Londynie, pojawili się twórcy oraz członkowie obsady projektu. Premiera kinowa w obydwu europejskich państwach odbyła się wkrótce potem, 17 grudnia. Podobnie w Niemczech, data kinowej premiery filmu (6 stycznia 2011) poprzedzona została przez konferencję prasową z udziałem obsady (16 grudnia 2010). Do końca roku 2010 i w pierwszym kwartale 2011 film spotkał się z obfitą dystrybucją światową, a jego projekcji podjęły się ogólnoświatowe kina. Premiera polska przypadła na dzień 11 lutego 2011. Kinowym dystrybutorem Burleski był UIP. O filmie jako pierwsi z polskich przedstawicieli branży medialnych wypowiedzieli się zarządcy Sony Music Entertainment Poland, którzy na oficjalnym profilu wytwórni na portalu społecznościowym Twitter zawiadomili:

Widzieliśmy film ‘Burlesque’ i uważamy, że Christina Aguilera świetnie poradziła sobie z rolą Ali. Film w polskich kinach już od 11 lutego.

Tuż przed oficjalną polską premierą, 10 lutego 2011, w wyselekcjonowanych kinach na terenie całego kraju odbyły się przedpremierowe pokazy filmu. Półtora tysiąca biletów na projekcje wystawiła stacja radiowa RMF Maxxx w ramach organizowanego przez siebie konkursu.

## Ścieżka dźwiękowa
Ścieżka dźwiękowa z filmu, zatytułowana Burlesque: Original Motion Picture Soundtrack, składa się z dziesięciu utworów, mimo iż dziennik USA Today pierwotnie informował o wydawnictwie złożonym z dwunastu utworów. Nad kompozycjami zawartymi na albumie pracowali między innymi Sia Furler i Christina Aguilera oraz producenci muzyczni Danja, Tricky Stewart i Claude Kelly (dwaj ostatni zajęli się produkcją albumu Bionic Aguilery). Cher nagrała na płytę dwie piosenki: otwierającą „Welcome to Burlesque” oraz dynamiczną balladę „You Haven’t Seen the Last of Me”, napisaną przez Diane Warren. Premiera albumu odbyła się 19 listopada 2010 roku. Wydawnictwo promowane było przez singlowy utwór „Express” w wykonaniu Aguilery. Album nominowany był do nagrody Grammy w dwóch kategoriach.

## Przyjęcie

### Recenzje
Film zebrał mieszane recenzje. Krytycy filmowi chwalili dzieło za wkład Christiny Aguilery w swoją rolę oraz za to, że fabuła Burleski idealnie wpisuje się w konwencję gatunku filmu muzycznego. Internetowy portal Rotten Tomatoes przyznał Burlesce ocenę w postaci 38% (portal charakteryzuje się specyficznymi kryteriami w ocenie projektów filmowych, wedle których wyższy procent oznacza lepszą/wyższą ocenę); opierała się ona na recenzjach stu dwudziestu profesjonalnych krytyków współpracujących ze stroną. Podobnie, serwis Metacritic wycenił obraz na 48/100 punktów, w oparciu o trzydzieści osiem recenzji (stan na 16 grudnia 2010, w przypadku obydwu portali). Czasopismo The Hollywood Reporter wydało pozytywną recenzję. Autor omówienia Kirk Honeycutt określił sparowanie w rolach głównych Aguilerę z Cher jako „przebłysk geniuszu”, a konkludując, napisał: „Film celebruje talent swej gwiazdorskiej obsady oraz renesans burleskowej, bezczelnej zabawy. Jedynym jego rozczarowującym elementem jest fakt, że przy Sunset Boulevard nie istnieje rzeczywisty klub Burlesque Lounge”. Z recenzją mieszaną film spotkał się w omówieniu rozrywkowego tygodnika Variety. Peter Debruge stwierdził, że „jaskrawość” Burleski jest akceptowalna jako nieodłączna część gatunku filmu muzycznego, nie docenił jednak historii wykreowanej przez Steve’a Antina, określając ją jako „desperacko stylizowaną” na fabułę musicalu Kabaret (Cabaret, 1972). Szczególnym uznaniem Debruge wyróżnił kreację aktorską powracającej do branży filmowej Cher. Tim Grierson ze Screen International przyznał obrazowi korzystną recenzję, opisując go jako „kampowy, seksowny i bezwstydny na wszystkie sposoby (...)”. Yahoo! News wyceniło film na  oraz podsumowało go jako średnio ambitną „grzeszną rozrywkę”. Według Keitha Uhlicha (Time Out New York), film Antina „skierowany jest ku odbiorcom, którzy gustują w błyszczących, brokatowych spektaklach i szczerym teatralnym kiczu”. Uhlich, podobnie, jak wielu pamflecistów, docenił popisy aktorskie obsady oraz stronę muzyczną Burleski; ostatecznie przyznał filmowi recenzję pozytywną. Pograniczem recenzji negatywnej i neutralnej było omówienie Lisy Schwarzbaum (Entertainment Weekly), która postacie wykreowane przez odtwórców głównych ról (wszystkie poza managerem Seanem wykreowanym przez Stanleya Tucci) uznała za źle zakreślone, a związek miłosny pomiędzy Ali Rose (Aguilera) i Jackiem Millerem (Gigandet) za nieprzemawiający i staroświecki.

### Box office
Film zadebiutował w północnoamerykańskich kinach w środę, 24 listopada 2010, dzień przed amerykańskim Świętem Dziękczynienia. W Stanach Zjednoczonych film wyświetlany był w 3037 kinach; zyski ze sprzedaży biletów wyniosły 11 947 744 dolary. W dniu premiery Burleska była trzecim najchętniej oglądanym obrazem w USA po Harrym Potterze i Insygniach Śmierci, Część I (Harry Potter and the Deathly Hallows – Part 1) oraz Zaplątanych (Tangled). Film utrzymał się w czołowej piątce amerykańskiego box office’u do 10 grudnia. Film zainkasował trzydzieści dziewięć milionów czterysta czterdzieści tysięcy dolarów w USA oraz łącznie osiemdziesiąt dziewięć milionów pięćset dziewiętnaście tysięcy USD na całym świecie. Zyski z dystrybucji projektu na rynku DVD/Blu-ray powiększają zarobki filmu do ponad stu dziesięciu milionów USD. Obraz okazał się szczególnym sukcesem komercyjnym w Australii (przychód z biletów równy 7 668 641 $), Japonii (9 445 911 $), Niemczech (4 578 664 $), Rosji (2 583 055 $) i Tajwanie (3 443 045 $). W Polsce film zarobił czterysta dwadzieścia jeden tysięcy dolarów. W grudniu 2011 Burleska znalazła się na liście najbardziej kasowych filmów muzycznych w historii kina, gdzie zajęła dziewiętnastą pozycję.

### Nagrody i wyróżnienia
| Ceremonia                                              | Kategoria nagrody                                            | Wyróżniony                                                                                        | Rezultat      | Źródło        |
| ------------------------------------------------------ | ------------------------------------------------------------ | ------------------------------------------------------------------------------------------------- | ------------- | ------------- |
| NewNowNext Awards 2010                                 | najlepszy przyszły film fabularny                            | film Burleska                                                                                     | Wygrana       | [ 50 ]        |
| Nagroda Satelita 2010                                  | najlepsza piosenka                                           | utwór „You Haven’t Seen the Last of Me” (aut. Diane Warren; wyk. Cher)                            | Wygrana       | [ 51 ]        |
| Houston Film Critics Society Awards 2010               | najlepsza piosenka                                           | utwór „You Haven’t Seen the Last of Me” (aut. Diane Warren; wyk. Cher)                            | Nominacja     | [ 52 ] [ 53 ] |
| Phoenix Film Critics Society Awards 2010               | najlepsza piosenka                                           | utwór „You Haven’t Seen the Last of Me” (aut. Diane Warren; wyk. Cher)                            | Wygrana       | [ 54 ]        |
| Critics’ Choice Awards 2010                            | najlepsza piosenka                                           | utwór „You Haven’t Seen the Last of Me” (aut. Diane Warren; wyk. Cher)                            | Nominacja     | [ 55 ]        |
| Złote Globy 2010                                       | najlepszy film komediowy lub musical                         | film Burleska                                                                                     | Nominacja     | [ 55 ]        |
| Złote Globy 2010                                       | najlepsza piosenka                                           | utwór „You Haven’t Seen the Last of Me” (aut. Diane Warren; wyk. Cher)                            | Wygrana       | [ 55 ]        |
| Złote Globy 2010                                       | najlepsza piosenka                                           | utwór „Bound to You” (aut. Christina Aguilera, Samuel Dixon, Sia Furler; wyk. Christina Aguilera) | Nominacja     | [ 55 ]        |
| St. Louis Gateway Film Critics Association Awards 2010 | najlepsza muzyka filmowa                                     | muzyka filmowa; soundtrack z filmu Burleska (Christophe Beck, Christina Aguilera, Cher)           | Nominacja     | [ 56 ] [ 57 ] |
| GALECA Dorian Awards 2010                              | najbardziej kampowy (zamierzenie lub nie) film roku          | film Burleska                                                                                     | Wygrana       | [ 58 ]        |
| Costume Designers Guild Awards 2010                    | wybitne kostiumy w filmie – współczesna konwencja krawiecka  | kostiumy filmowe (Michael Kaplan)                                                                 | Nominacja     | [ 59 ]        |
| Złota Malina 2010                                      | najgorsza aktorka drugoplanowa                               | Cher                                                                                              | Nominacja     | [ 55 ] [ 60 ] |
| Golden Reel Awards 2010                                | najlepszy montaż dźwięku – film muzyczny                     | film Burleska                                                                                     | Nominacja     | [ 61 ]        |
| GLAAD Media Awards 2011                                | wybitny film – wydanie (DVD – przyp.) szerokie               | film Burleska                                                                                     | Nominacja     | [ 62 ]        |
| Inoca Awards 2011                                      | najlepsza piosenka                                           | utwór „You Haven’t Seen the Last of Me” (aut. Diane Warren; wyk. Cher)                            | Nominacja     | [ 63 ] [ 64 ] |
| MTV Movie Awards 2011                                  | przełomowa rola żeńska                                       | Christina Aguilera                                                                                | Pre-nominacja | [ 65 ]        |
| ALMA Awards 2011                                       | ulubiona aktorka w filmie komediowym lub musicalu            | Christina Aguilera                                                                                | Nominacja     | [ 66 ]        |
| MSN Entertainment Awards 2011                          | najlepsze zmagania aktorskie (niezawodowego aktora – przyp.) | Christina Aguilera                                                                                | Wygrana       | [ 67 ]        |
| World Soundtrack Awards                                | najlepszy utwór napisany do filmu                            | utwór „You Haven’t Seen the Last of Me” (aut. Diane Warren; wyk. Cher)                            | Nominacja     | [ 68 ]        |
| Grammy Awards 2012                                     | najlepszy soundtrack kompilacyjny – media wizualne           | soundtrack z filmu (Christina Aguilera, Cher)                                                     | Nominacja     | [ 38 ]        |
| Grammy Awards 2012                                     | najlepsza piosenka napisana dla mediów wizualnych            | utwór „You Haven’t Seen the Last of Me” (aut. Diane Warren; wyk. Cher)                            | Nominacja     | [ 38 ]        |
| Japan Gold Disc Award 2012                             | soundtrack roku                                              | soundtrack z filmu (Christina Aguilera, Cher)                                                     | Wygrana       | [ 69 ]        |